# لويس أ. برتراند
لويس أ. برتراند (بالفرنسية: Louis Auguste Bertrand)‏ هو مترجم فرنسي، ولد في 8 يناير 1808 في Roquevaire ‏ في فرنسا، وتوفي في 21 مارس 1875 في مدينة سولت ليك في الولايات المتحدة.